# AEGON Classic 2012
L'AEGON Classic 2012 è stato un torneo di tennis giocato sull'erba. È stata la 31ª edizione dell'AEGON Classic, che fa parte della categoria International nell'ambito del WTA Tour 2012. Si è giocato all'Edgbaston Priory Club di Birmingham in Inghilterra dall'11 al 18 giugno 2012.

## Partecipanti

### Teste di serie
| Giocatrice          | Nazionalità   | Ranking* | Testa di serie |
| ------------------- | ------------- | -------- | -------------- |
| Francesca Schiavone | Italia        | 12       | 1              |
| Sabine Lisicki      | Germania      | 13       | 2              |
| Daniela Hantuchová  | Slovacchia    | 18       | 3              |
| Roberta Vinci       | Italia        | 19       | 4              |
| Jelena Janković     | Serbia        | 21       | 5              |
| Mona Barthel        | Germania      | 32       | 6              |
| Christina McHale    | Stati Uniti   | 36       | 7              |
| Ekaterina Makarova  | Russia        | 38       | 8              |
| Marina Eraković     | Nuova Zelanda | 42       | 9              |
| Sorana Cîrstea      | Romania       | 43       | 10             |
| Iveta Benešová      | Rep. Ceca     | 51       | 11             |
| Tamira Paszek       | Austria       | 52       | 12             |
| Hsieh Su-wei        | Taipei cinese | 64       | 13             |
| Tímea Babos         | Ungheria      | 67       | 14             |
| Elena Baltacha      | Regno Unito   | 68       | 15             |
| Eléni Daniilídou    | Grecia        | 69       | 16             |

* Le teste di serie sono basate sul ranking al 28 maggio 2012.

### Altri partecipanti
Le seguenti giocatrici hanno ricevuto una wild card per il tabellone principale:
- Jelena Janković
- Tara Moore
- Samantha Murray
- Francesca Schiavone
- Melanie South

Le seguenti giocatrici sono passate dalle qualificazioni:

- Vera Duševina
- Michelle Larcher de Brito
- Noppawan Lertcheewakarn
- Grace Min
- Melanie Oudin
- Alison Riske
- Abigail Spears
- Zheng Jie

## Campioni

### Singolare
Melanie Oudin ha battuto in finale  Jelena Janković, 6–4, 6–2.
- È il primo titolo in carriera per Oudin.

### Doppio
- Tímea Babos /  Hsieh Su-wei hanno battuto   Liezel Huber /  Lisa Raymond, 7–5, 6(2)–7, [10–8]